# Copa Campeonato 1923
La Copa Campeonato 1923, organizzata dalla Asociación Argentina de Football, si concluse con la vittoria del Boca Juniors. Il torneo fu interrotto e per decidere il campione si tenne uno spareggio tra le due prime classificate, Boca Juniors e Huracán.

## Classifica finale
| Pos. | Squadra               | Pt | G  | V  | N  | P  | GF | GS | DR  |
| ---- | --------------------- | -- | -- | -- | -- | -- | -- | -- | --- |
| 1.   | Boca Juniors          | 51 | 30 | 24 | 3  | 3  | 87 | 19 | +68 |
| 1.   | Huracán               | 51 | 29 | 23 | 5  | 1  | 71 | 20 | +51 |
| 3.   | Sportivo Barracas     | 40 | 28 | 18 | 4  | 6  | 60 | 28 | +32 |
| 4.   | Sportivo Dock Sud     | 37 | 28 | 13 | 11 | 4  | 35 | 21 | +14 |
| 5.   | Palermo               | 33 | 25 | 14 | 5  | 6  | 33 | 26 | +7  |
| 6.   | Estudiantes           | 32 | 22 | 14 | 4  | 4  | 44 | 18 | +26 |
| 6.   | Nueva Chicago         | 32 | 27 | 13 | 6  | 8  | 36 | 39 | -3  |
| 8.   | Argentinos Juniors    | 29 | 28 | 10 | 9  | 9  | 30 | 25 | +5  |
| 8.   | Del Plata             | 29 | 29 | 10 | 9  | 10 | 34 | 35 | -1  |
| 10.  | All Boys              | 28 | 32 | 10 | 8  | 14 | 31 | 41 | -10 |
| 11.  | Temperley             | 27 | 30 | 11 | 5  | 14 | 36 | 40 | -4  |
| 11.  | Progresista           | 27 | 30 | 10 | 7  | 13 | 44 | 50 | -6  |
| 11.  | El Porvenir           | 27 | 33 | 8  | 11 | 14 | 26 | 44 | -18 |
| 14.  | Argentino de Quilmes  | 26 | 27 | 11 | 4  | 12 | 27 | 33 | -6  |
| 14.  | Platense              | 26 | 28 | 8  | 10 | 10 | 23 | 30 | -7  |
| 16.  | Sportivo Palermo      | 24 | 18 | 9  | 6  | 3  | 27 | 17 | +10 |
| 17.  | San Fernando          | 23 | 29 | 8  | 7  | 14 | 14 | 32 | -18 |
| 17.  | Alvear                | 23 | 30 | 9  | 5  | 16 | 37 | 56 | -19 |
| 19.  | Sportivo del Norte    | 20 | 30 | 6  | 8  | 16 | 30 | 50 | -20 |
| 20.  | Argentino de Banfield | 18 | 28 | 6  | 6  | 16 | 37 | 61 | -24 |
| 20.  | Boca Alumni           | 18 | 31 | 6  | 6  | 19 | 32 | 63 | -31 |
| 22.  | Villa Urquiza         | 16 | 31 | 4  | 8  | 19 | 17 | 41 | -24 |
| 23.  | Porteño               | 14 | 27 | 3  | 8  | 16 | 26 | 53 | -27 |

### Finale

#### Andata
| Arbitro: | Pérez |

|                                       |           |  |
| Tarasconi 49’ Pertini 61’ Cerotti 75’ | Marcatori |  |

#### Ritorno
| Arbitro: | Pérez |

|                      |           |  |
| Loizo 10’ Onzari 76’ | Marcatori |  |

#### Primo spareggio
| Buenos Aires 6 aprile 1924 | Huracán | 0 – 0 (d.t.s.) referto | Boca Juniors | Gimnasia y Esgrima\| Arbitro: \| Pérez \| |
| Arbitro:                   | Pérez   |                        |              |                                           |

#### Secondo spareggio
| Arbitro: | Vallarino |

|                   |           |  |
| Garasini 59’, 62’ | Marcatori |  |

## Classifica marcatori[1]
| Gol |  |  | Giocatore         | Squadra      |
| --- |  |  | ----------------- | ------------ |
| 40  |  |  | Domingo Tarasconi | Boca Juniors |